# Gebke van Gaal
Gebke van Gaal (1973) is een Nederlands politica en bestuurster. Namens GroenLinks is ze sinds 11 september 2023 wethouder van Leiderdorp. Sinds 2019 is ze partijbestuurslid van GroenLinks als internationaal secretaris en vicevoorzitter.
Eerder was ze gedeputeerde van Flevoland (2022-2023), gemeenteraadslid van Leiden (2018-2022) en fractievoorzitter van GroenLinks in Leiden (2019-2021).

## Biografie
Van Gaal studeerde psychologie aan de Universiteit Leiden. Daar was zij lid van de universiteitsraad en de faculteitsraad. Van 1997 tot 1998 was zij voorzitter van studievereniging Labyrint. Zij was oprichter van de studentenpartij Bewust en Progressief (BeP). Zij was werkzaam als verandermanager, onder andere bij BAT, Elsevier, Albert Heijn en vanuit haar eigen onderneming. Van Gaal was van 2018 tot 2022 gemeenteraadslid in Leiden, tussen 2019 en 2021 als fractievoorzitter van GroenLinks.
Sinds 2019 is Van Gaal lid van het partijbestuur van GroenLinks, als internationaal secretaris en vicevoorzitter. Van 9 november 2022 tot 29 juni 2023 was zij namens GroenLinks gedeputeerde van Flevoland, ter vervanging van Cora Smelik. Zij had in haar portefeuille duurzaamheid, milieu, omgevingsvisie, bestuurlijke vernieuwing, inkoop en aanbesteding. Zij was lid van de bestuurlijke adviescommissie milieu, toezicht en handhaving van het Interprovinciaal Overleg (IPO). Zij was de 2e loco-commissaris van de Koning.
Sinds 11 september 2023 is Van Gaal namens GroenLinks-PvdA wethouder van Leiderdorp. Zij heeft in haar portefeuille ruimtelijke ontwikkeling, wonen en monumentenzorg, projectportefeuille Baanderij & A4-zone (incl. Ikea-terrein), verkeer, vervoer en bereikbaarheid, duurzaamheid, warmte- en energietransitie, integraal beheer openbare ruimte (incl. begraafplaats), milieu en afval, integraal verkeer en vervoersplan, coördinatie wijk- en buurtgericht werken; participatie en coördinatie omgevingswet. Zij is de 2e locoburgemeester.